# Анкерок
Анкеро́к (нидерл. anker) — железный бочонок, входит в снабжение шлюпок и служит для хранения запасов пресной воды, вместимостью 25 литров.
Первоначально представлял собой сплюснутый бочонок, предназначенный для перевозки вин ёмкостью в одно, два, три ведра вина.
В настоящее время изготовляется из металла или пластика.